# Želva rumenovratka

## Opis vrste
Gre za vodne želve. Za njih je značilna izrazita široka rumena lisa , ki se za očesom spušča proti spodnji čeljusti na obeh straneh glave. Od tod tudi poimenovanje. Zelo podobna je bolje poznani vrsti rdečevratke. Samice dosežejo velikost med 23 in 28 cm, samci pa so manjši, v dolžino merijo med 15 in 22 cm. Pri mladih osebkih je oklep skoraj okrogel, med tem ko z leti postane bolj ovalne oblike. Barva oklepa pri mlajših osebkih je zelene barve z rumenimi in črnimi črtami. Tudi kožni vzorec je enakih barv. S starostjo oklep želve močno potemni in se obarva temno zeleno-črno-rjavo. Plastron je raven, enobarvno rumen, okrašen s črnimi pikami oz. lisami. Barvna shema ustreza okolju, kjer želve živijo in deluje kamuflažno, tako jo dobro prekrije pred sovražniki.

## Življenjski prostor
Želve naseljujejo predvsem področja s počasi tekočimi oz. stoječimi vodami poraslimi z vegetacijo. Najdemo jih v zalivih rek, mlakah, močvirjih, jezerih, ribnikih,… Prezimijo na dnu ribnikov ali rek ali pa se zakopljejo v tla v bližini vode. Na kopnem se večinoma le sončijo, odlagajo jajca, hibernirajo in občasno hranijo.
Geografsko jih v naravi kot avtohtono vrsto najdemo v Srednji in Severni Ameriki (od Virginije do Floride, Teksasa in v Srednji Ameriki). 
V Evropo je podvrsta prišla preko trgovin s hišnimi ljubljenčki. Število je znatno naraslo predvsem po prepovedi uvoza rdečevratk iz tretjih držav v EU (v Sloveniji prepoved velja od leta 2004). Na žalost delijo enako usodo kot rdečevratke, saj jih lastniki pogosto spustijo v naravo (sploh zaradi velikosti), kjer se praviloma ne razmnožujejo, a zaradi dolge življenjske dobe vrste ostanejo več let.
Posamezni osebki te podvrste se pojavljajo razpršeno po celi Sloveniji, predvsem v stoječih mlakah in bajerjih v urbanih središčih in okolici.

## Hrana
Pri mladih želvah je hrana živalskega izvora prisotna v 65-75%, rastlinska pa v približno četrtinskem deležu. Z leti delež rastlinske hrane narašča (čeprav imajo tudi odrasle želve rade beljakovinsko bogato prehrano). V naravi se hranijo predvsem z žuželkami, vodnimi polži, deževniki, rakci, mrtvimi ribami (običajno zdravih niso sposobne ujeti), paglavci in drugo živalsko hrano. Rastline, ki jih rumenovratke jedo, so alge, listi, stebla, korenine, sadje in semena.
V ujetništvu jih hranimo s pripravljeno hrano za vodne želve (briketna prehrana). Poskrbeti moramo, da je hrana kar se da raznolika (liofilizirani postranici, kobilice, mokarji, polži, zelena solata, radič, regrat, vodna leča, sadje…). Mlade želvice hranimo večkrat dnevno, odrasle pa le enkrat do dvakrat. Pri tem velja upoštevati pravilo, da se hrana, ki jo želve po petih minutah ne pojedo iz akvarija odstrani.

## Razmnoževanje
Spolna zrelost samcev nastopi, ko dosežejo cca. 10-14cm. Pri samičkah, pa je to odvisno od posamezne populacije. Rumenovratke se parijo spomladi. Nato samice z zadnjimi nogami izkopljejo gnezdo (jamo), v katero izležejo jajca. Jamo nato zasujejo. Mladiči se izležejo po cca. 3 mesecih in ostanejo v gnezdu do naslednje pomladi (čez jesen in zimo), ko gredo v vodo in se začno hraniti. 

## Življenjska doba
Življenjska doba rumenovratk je običajno krepko nad 25 let. V ujetništvu tudi do okoli 50 let.